# Parema dravida
Parema dravida är en stekelart som först beskrevs av Gupta 1962.  Parema dravida ingår i släktet Parema och familjen brokparasitsteklar. Inga underarter finns listade i Catalogue of Life.